# تسرنا تراوا
تسرنا تراوا (به صربی: Crna Trava) یک شهرستان در صربستان است که در ناحیه یوبلانیکا واقع شده‌است. تسرنا تراوا ۹۶۴ متر بالاتر از سطح دریا واقع شده‌است.